# Юнусабадский район
Юнусабадский район (узб. Yunusobod tumani / Юнусобод тумани) — один из двенадцати районов современного города Ташкента, расположенный в северной части города от сквера Амира Темура до Ташкентской кольцевой автодороги. Это второй по населению и  площади район Ташкента. Население района на 2022 год составляет 360,9 тыс. человек, площадь 40,6 км² (жилые массивы — 63,5 %, зелёная зона — 36,5 %), плотность населения 8,889 тыс.чел/км².

## Географическое положение
Расположен в северной части города от сквера Амира Темура до Ташкентской кольцевой автодороги.
С центром города его связывает проспект Амира Темура (бывш. ул. Энгельса). Этот проспект и пересекающая его улица Ахмада Дониша представляют собой основные транспортные магистрали массива. Улица Ахмада Дониша связывает Юнусабад с так называемым «Старым городом».
Население района на 2009 год по данным по данным хокимията района составляет 297,7 тыс. человек, площадь — 4,06 тыс.га, 441 улица.
Центр массива расположен на перекрестке этих двух улиц. Здесь находится остановка «Универсам», — самый известный ориентир на Юнусабаде, и большой Юнусабадский базар.
С севера Юнусабадский район ограничен Ташкентской кольцевой автодорогой и граничит с Ташкентским районом Ташкентской области.
С востока граница с Мирзо-Улугбекским районом г. Ташкента пролегает по автомобильному кольцу вдоль сквера Амира Темура, улице Амира Темура до её пересечения с улицей Истиклол, затем по улице Алайской, Кары Ниязи, 6 и 3 проезду Ниёзбек Йули, Ниёзбек Йули до подхода канала Аккурган, далее по каналу Аккурган, железнодорожной линии Ташкент—Оренбург, каналу Салар, улице Богишамол и улице Шахриабад, по железнодорожной линии Ташкент—Чинаркент до границы города  (по Ташкентской кольцевой автомобильной дороге / улице Темур Малик) .
С юга — сквером Амира Темура, по улице Матбуотчилар и перпендикулярно ей проспекту Шарафа Рашидова с Мирабадским районом, далее по улице Ислама Каримова (включая площадь Независимости со всеми прилегающими к ней административными зданиями) до канала Анхор.
С запада граница проходит вдоль канала Анхор и Малой кольцевой автодороги с  Шайхантахурским районом г. Ташкента, затем по улицам Тахтапуль Дарвоза, Уста Ширин и Ахмад Дониш вдоль железнодорожной линии Ташкент—Оренбург с  Алмазарским районом.

## История возникновения района

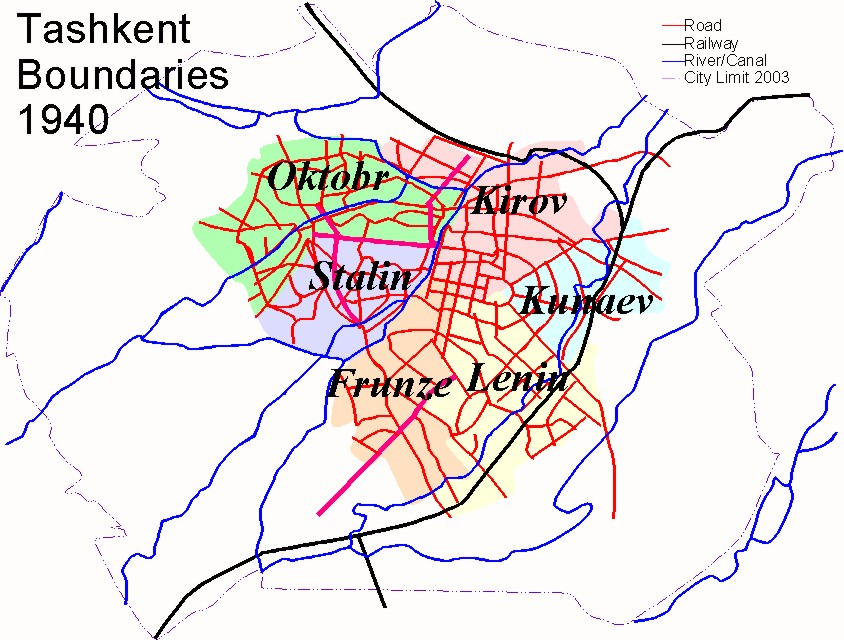
Районы г. Ташкента в 1940 г.

26 августа 1936 года в ходе районирования города Ташкента был образован Кировский район названный в честь С. М. Кирова советского государственного и политического деятеля. Тогда на территории прежнего жилого массива зеленели колхозные поля и виноградники.
Толчком к строительству массива послужило Ташкентское землетрясение 1966 года, в котором Кировский район пострадал особенно сильно. Встала задача быстро ввести в строй миллионы квадратных метров жилья. Началось строительство новых комфортабельных микрорайонов: Каракамыша, Сергели, Северо-Востока… в том числе и Юнусабада. Строительство массива началось в 1968 году. В течение двух лет здесь были построены 700 тысяч квадратных метров жилья. Были организованы автобусные маршруты, проложена трамвайная линия, создано множество предприятий культурно-бытового назначения. Массив быстро разрастался и в 70-е и в 80-е годы.
8 мая 1992 года Кировский район был переименован в Юнусабадский.
В последние годы наиболее значимым событием для массива Юнусабад является ввод в строй в 2001 году Юнусабадской линии Ташкентского метрополитена. 

## Этимология названия
Существует несколько версий об этимологии названия Юнусабад. По мнению академика Мухаммаджанова, название места очень древнее и происходит от Юнус работ. Городские поселения на территории Юнусабада почти столь же древни как сам Ташкент. Большой известностью среди археологов пользуется Юнусабадская Актепа — археологический памятник V—XIII веков, древнее городище с крепостью и обширными ремесленными кварталами.
Крепость представляет собой замок-усадьбу. Предположительно являлась летней резиденцией правителей Чача. В ней были раскопаны хозяйственная часть и культовая с зороастрийским алтарем. Комплекс был окружен рвом с водой, через который вел единственный мост. Он был хорошо укреплен, но был взят и разрушен арабами. Возродился, но был повторно и окончательно разрушен монголами в XIII веке.
Следующая значимая страница в истории района связана с именем ташкентского правителя Юнус Ходжи.
В XVIII веке город Ташкент был разделен на четыре независимых части (даха) — Шейхантаур, Себзар, Кукча и Бешагач. Каждая даха имела собственного правителя (хокима). Единого управления не было. Хоким Шейхантаура — Юнус Ходжа — сумел положить этому конец и взял в свои руки власть над всем городом. По распоряжению Юнус Ходжи Ташкент был обнесен единой крепостной стеной. Были построены знаменитые двенадцать ворот. Под предводительством Юнус Ходжи ташкентцы одержали победу над Старшей казахской ордой (Улы Жуз) и подчинили себе всю её территорию. Тем самым были обезопасены торговые пути из Средней Азии в Россию.
Крепость Юнус Ходжи (урда) находилась южнее Баланд-мечети на территории Первого Алмазара, прежде называвшегося Эски-Урда (Старая Урда). А резиденция Юнус Ходжи находилась на территории Юнусабада. Отсюда и название — Юнусабад в переводе означает «город Юнуса» (по другой версии «благоустроенный Юнусом»: «Юнус» — имя, «обод» — благоустроенный. Именно поэтому иногда можно встретить раздельное написание Юнус-Абад или Юнус-Обод, что в принципе не употребляется в официальных документах).
В 1807 г. Юнус Ходжа погиб на войне с кокандским ханом. За проявленное ташкентцами неповиновение хан Олим Залим (Жестокий Олим) разграбил и подчинил себе город. Старую Урду разрушили и построили новую в месте, которое и известно современным ташкентцам как Урда. Юнусабад надолго превратился в сельскую местность.

## Экономика
На территории района осуществляют деятельность 5302 организаций и предприятий, 4310 микрофирм и 390 совместных предприятий, таких как промышленное предприятие «Узбеккишлокмаш», ООО «Венус Фуд», вагоностроительный завод, фабрика книг и журналов, «Узбекэнергоснаб». В том числе и с привлечением иностранных инвестиций «Зенит электроникс», «Новофарма плюс», «Азия Силк», «Растр», «Супертекстиль», а также некоторые мебельные фабрики.

## Социальная сфера
В Юнусабадском районе действуют 7 академических лицеев, 5 профессионально-технических колледжа, 4 высших учебных заведений (Ташкентский университет информационных технологий, Ташкентский Государственный Юридический Институт, Ташкентский финансовый институт и Ташкентский педиатрический медицинский институт) 41 общеобразовательных школ, 3 музыкальные школы, 70 дошкольных воспитательных учреждений, 8 больниц, 57 поликлиник и амбулаторий, 1 санаторий, 2 больших дехканских базара (Юнусабадский и Алайский) и один большой вещевой рынок - "Уч Кахрамон".
Кроме этого, в районе имеется 6 музеев (Государственный музей истории Тимуридов, Государственный музей истории Узбекистана, Музей памяти жертв репрессий, Музей астрономии при астрономическом институте им. М.Улугбека, Музей олимпийской славы и Мемориальный дом-музей Айбека), Галерея изобразительного искусства Узбекистана, зоопарк, 7 гостиниц, 5 домов культуры, а также 188 спортивных объектов.
На территории Юнусабадского района расположены 7 станции Юнусабадской линии метрополитена — «Юнус Раджаби», «Абдулла Кадырий», «Минор», «Бадамзар», «Шахристан», «Юнусабад», «Туркистон»
Из исторических объектов республиканского значения: дворец князя Николая Романова (1898 г.) — ныне Дом приемов МИД РУ, женская и мужская гимназии (1878—1883 гг.) — ныне здание Ташкентского Государственного Юридического Института, Юнусабадская Актепа или Дворец хана Юнуса, в народе известная как «Басмач гора» или «Басмачка» (V-XII века), археологический памятник V—XV вв Аката.
Памятники: Амиру Темуру (1993), Площадь памяти (1999), памятный комплекс «Шахидлар хотираси» (2002), Комплекс благоденствия и независимости (2005).

## Административное деление
Для удобства управления районом Юнусабад делится на 5 зональных территориальных делений.
1 зона — прилегающая у центральной части города (квартала Алай, Кашгар, Киёт, Минор);
2 зона — зона преимущественно одноэтажной застройки, административных зданий и Ташкентский зоопарк;
3 зона — центральная часть массива Юнусабад;
4 зона — остальная часть массива Юнусабад;
5 зона — массив Хасанбай. (часть массива находится за Главной Ташкентской кольцевой дорогой)
Кроме того район подразделяется на кварталы и махалли.
Всего в Юнусабадском районе 19 кварталов, например Юнусабад квартал 1, квартал 2, квартал 3 и т. д. до 19.
Количество махаллей доходит до 58. Есть махалли по ул. Чинабад, Шифокор, Ниязбек Йули, Шахристанская, Чингиза Айтматова и др.
Местные жители иногда подразделяют друг друга на «жителей домов» (имеются в виду 4-, 5- 9-и 12-этажки на кварталах) и «жителей махалли».

## Дипломатические миссии

### Посольства
- Посольство Алжира ул. Осиё (бывш. Муртазаева), 6
- Посольство Афганистана ул. Осиё (бывш. Муртазаева), 6
- Посольство Германии пр. Шарафа Рашидова, 15
- Посольство США ул. Майкурган, 3
- Посольство Польши Мингурик, 38, 50 - автобусы

### Консульства
- Почётное Консульство Перу ул. Осиё, 6

## Интересные факты
- Ташкентская телебашня на Юнусабаде, является самым высоким открытым для посещения строением со смотровой площадкой в Центральной Азии, её высота составляет 375 метров, это двенадцатая по высоте телебашня мира и самая высокая в Средней Азии.
- Новый Ташкентский зоопарк был построен в 1997 году. Его площадь — около 23 га, здесь содержится свыше трёх тысяч животных 415 видов.